# Stefan Bohlen
Stefan Niclas Bohlen (* 1982 in Wilhelmshaven) ist seit dem 1. Januar 2024 hauptamtlicher Bürgermeister der Stadt Kaltenkirchen in Schleswig-Holstein. Seit 2004 ist er Mitglied der CDU.

## Leben
Stefan Bohlen stammt aus Bockhorn, einer Gemeinde zwischen Wilhelmshaven und Oldenburg (Oldb) in Niedersachsen. Sein Abitur machte er am Jade-Gymnasium in Jaderberg. Anschließend absolvierte er seinen Zivildienst beim Rettungsdienst Friesland in Varel. Bohlen studierte ohne Abschluss Humanmedizin und machte eine Ausbildung zum Rettungsassistenten. In Hamburg-Eppendorf war Bohlen Mitglied der Jungen Union.
In Hamburg studierte Bohlen Public Management mit europarechtlichem Schwerpunkt an der Hochschule für angewandte Wissenschaften, das er 2012 abschloss.
Von 2012 bis 2017 war Stefan Bohlen zuerst im Personalservice für pädagogisches Personal an Stadtteilschulen in der Behörde für Schule und Berufsbildung und anschließend als Referent der Dezernentin für Soziales, Jugend und Gesundheit im Bezirksamt Altona für die Freie und Hansestadt Hamburg tätig.
2014 bis 2018 gehörte Stefan Bohlen als Wahlkreisabgeordneter für die Stadtteile Hamburg-Eppendorf und Hoheluft-Ost der Bezirksversammlung Hamburg-Nord an.
Nach Schleswig-Holstein wechselnd war er von 2017 bis 2019 Leiter des Büros der Ministerin und der Staatssekretäre im Ministerium für Bildung, Wissenschaft und Kultur in Kiel unter Ministerin Karin Prien und Leitender Verwaltungsbeamter (LVB) im Amt Nordsee-Treene im Kreis Nordfriesland.
Im Sommer 2019 wurde Stefan Bohlen durch ein breites Bündnis von CDU, FDP und Die Grünen und Unabhängigen in der Pinneberger Ratsversammlung zum ersten hauptamtlichen Ersten Stadtrat und 1. stellvertretenden Bürgermeister der Stadt Pinneberg gewählt. Er übte dieses Amt bis zu seinem Dienstantritt als Bürgermeister der Stadt Kaltenkirchen am 1. Januar 2024 aus.

## Bürgermeisteramt
Im Juli 2023 nominierte ihn die CDU Kaltenkirchen als Bürgermeisterkandidaten für die Wahl im September 2023. Bei der Bürgermeisterwahl am 24. September 2023 setzte Bohlen sich bereits im ersten Wahlgang mit 54,5 Prozent der abgegebenen Stimmen gegen seine beiden Mitbewerber durch. Am 1. Januar trat Stefan Bohlen sein Amt als hauptamtlicher Bürgermeister der Stadt Kaltenkirchen an.

## Ehrenämter
Nebenbei ist Stefan Bohlen in unterschiedlichen Funktionen ehrenamtlich tätig. Unter anderem als
- Verbandsvorsteher im Schulverband Kaltenkirchen,
- Verbandsvorsteher vom Zweckverband Fundtiere Segeberg West[10],
- Mitglied im Aufsichtsrat der Städtischen Betriebe Kaltenkirchen GmbH,
- Mitglied im Aufsichtsrat der Volkshochschule Kaltenkirchen - Südholstein GmbH,
- Vertreter in der Verbandsversammlung des Abwasserzweckverbands Südholstein (AZV),
- Vertreter in der Verbandsversammlung des Wege-Zweckverbands der Gemeinden des Kreises Segeberg (WZV),
- Mitglied und Stellvertretender Vorsitzender der Trägerversammlung sowie Mitglied im Fachbeirat Steuerung des IT-Verbund Schleswig-Holstein (ITV.SH)